# 1 Tatarska Brygada Górska SS
1 Tatarska Brygada Górska Waffen SS (niem. Waffen-Gebirgs-Brigade der Waffen SS (Tatarische Nr 1) – ochotniczy związek taktyczny Waffen-SS złożony z Tatarów krymskich podczas II wojny światowej.
Formowanie Brygady rozpoczęto w maju 1944 r. spośród żołnierzy rozwiązanego Tataren-Gebirgsjäger-Regiment der SS, utworzonego na bazie batalionów Schuma Tatarów krymskich. Na jej czele stanął SS-Standartenführer Wilhelm Fortenbacher. Miała się składać z dwóch batalionów strzelców górskich i dywizjonu artylerii. Jej liczebność osiągnęła stan 3,5 tys. ludzi. Występowały duże problemy z przydziałem dla niej uzbrojenia i wyposażenia, z tego powodu w grudniu 1944 r. jednostka została rozwiązana na terenie Słowacji, a jej żołnierze przydzieleni do Wschodniotureckiego Związku Bojowego SS (Osttürkischen Waffen-Verbände der SS) jako Grupa Bojowa SS "Krym" (SS-Waffengruppe "Krim"). Część sprzętu dostała 14 Dywizja Grenadierów SS.